# Annonay

Annonay (în occitană: Anonai) este o comună franceză situată în departamentul Ardèche, regiunea Rhône-Alpes. Cu cei 17.522 de locuitori, în 1999, Annonay este cea mai populată comună din Ardèche.

## Geografie
Annonay se găsește la câțiva kilometri de fluviul Ron, la 75 de kilometri de Lyon, la 40 de kilometri de Valence și la 40 de kilometri de Saint-Étienne.
Annonay este situat la răspântia drumurilor comerciale dintre valea Ronului și regiunea Saint-Étienne, de o parte, și cele dintre regiunea lyoneză și sudul Masivului Central, pe de altă parte. 

### Comune limitrofe
- În cantonul Annonay-Nord: 
  - Boulieu-lès-Annonay
  - Davézieux
  - Saint-Marcel-lès-Annonay
- În cantonul Annonay-Sud: 
  - Roiffieux
  - Vanosc
  - Vernosc-lès-Annonay
  - Villevocance
- În cantonul Bourg-Argental (arondismentul Saint-Étienne), (departamentul Loire):
  - Burdignes

## Demografie
| 1793  | 1800  | 1806  | 1821  | 1831  | 1836  | 1841   | 1846   | 1851   |
| ----- | ----- | ----- | ----- | ----- | ----- | ------ | ------ | ------ |
| 5 800 | 5 550 | 6 083 | 7 748 | 8 277 | 9 031 | 10 384 | 11 938 | 13 214 |

| 1856   | 1861   | 1866   | 1872   | 1876   | 1881   | 1886   | 1891   | 1896   |
| ------ | ------ | ------ | ------ | ------ | ------ | ------ | ------ | ------ |
| 13 679 | 16 271 | 18 445 | 17 033 | 15 848 | 17 291 | 17 308 | 17 626 | 17 028 |

| 1901   | 1906   | 1911   | 1921   | 1926   | 1931   | 1936   | 1946   | 1954   |
| ------ | ------ | ------ | ------ | ------ | ------ | ------ | ------ | ------ |
| 17 490 | 17 300 | 16 661 | 15 032 | 14 690 | 15 427 | 15 669 | 15 462 | 16 201 |

| 1962                                                          | 1968   | 1975   | 1982   | 1990   | 1999   | 2006   | - | - |
| ------------------------------------------------------------- | ------ | ------ | ------ | ------ | ------ | ------ | - | - |
| 18 434                                                        | 20 757 | 20 832 | 19 484 | 18 525 | 17 522 | 17 088 | - | - |
| Număr reținut începănd cu 1962: Populaţia fără numărări duble |        |        |        |        |        |        |   |   |

## Animații
În fiecare an:
- În sfârșitul lui ianuarie - începutul lui februarie:
  - Festivalul Internațional al Primului Film

- În iunie:

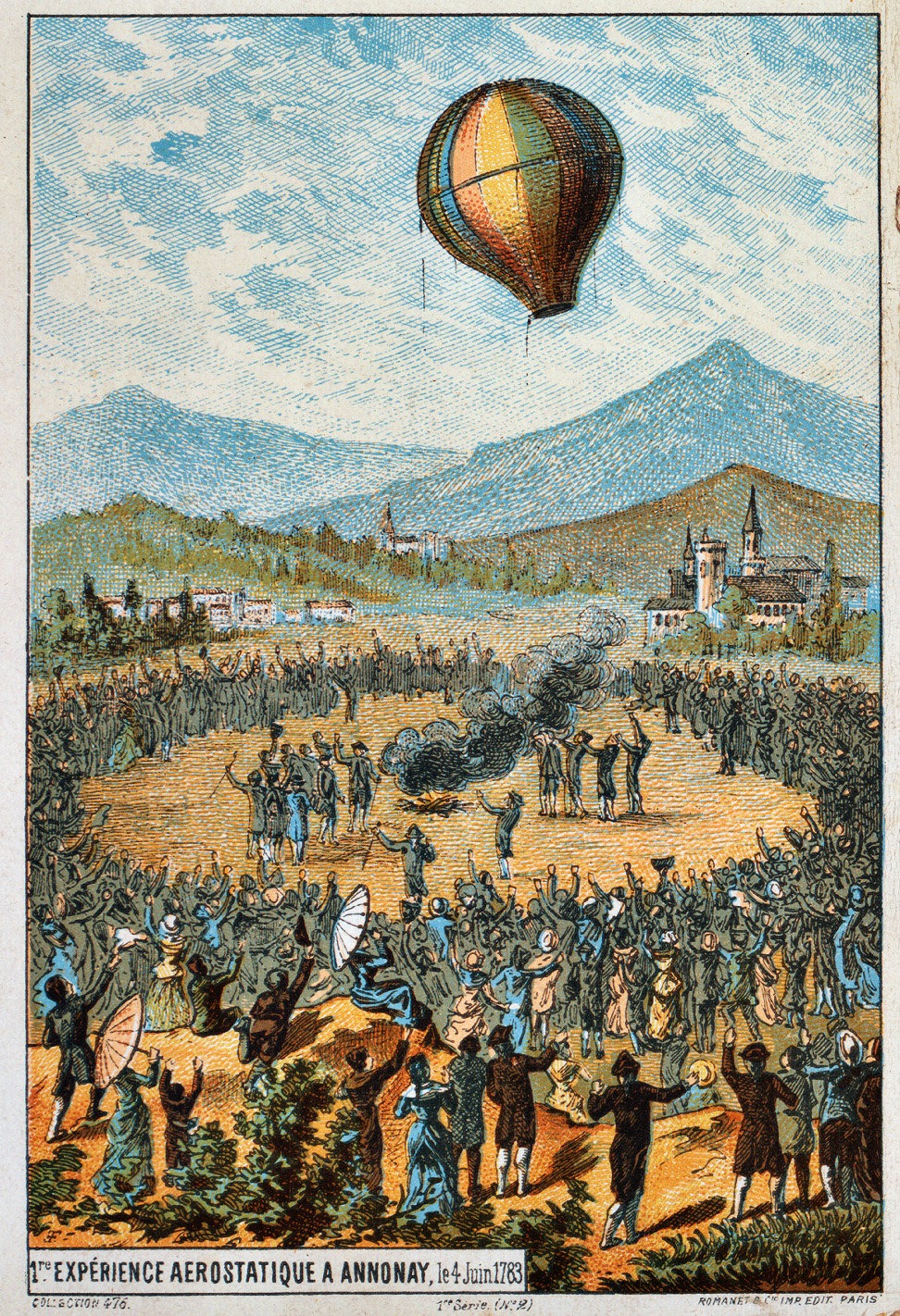
Prima experienţă aerostatică a Fraţilor Mongolfier, la Annonay, 4 iunie 1783

  - Sărbătoarea Montgolfierului, în primul week-end.
- În noiembrie
  - Specialitățile culinare din Ardèche și din Haut-Vivarais. Festivitățile sunt organizate de asociația Gourmandises d'Ardèche et du Haut-Vivarais, în cel de-al 3-lea week-end. Piața Cordeliers devine o mare vitrină  a priduselor din Ardèche. Vreo șaizeci de expozanți și multă animație ritmează această manifestare.
  - Campionatul Franței de Montgolfiere.

## Înfrățiri
- Barge, Italia, din anul 2001
- Chelmsford, Regatul Unit, din anul 2000
- Backnang, Germania, din anul 1966

Pe de altă parte, localitățile Chelmsford și Backnang sunt înfrățite și între ele, din anul 1990.

## Galerie de imagini

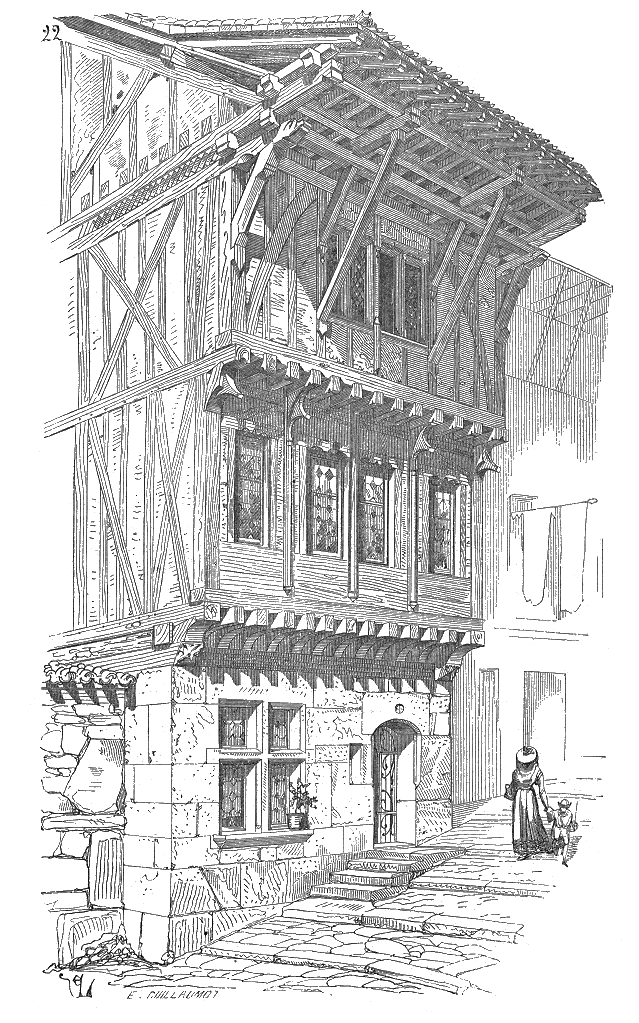
Casă din secolul al XIV-lea
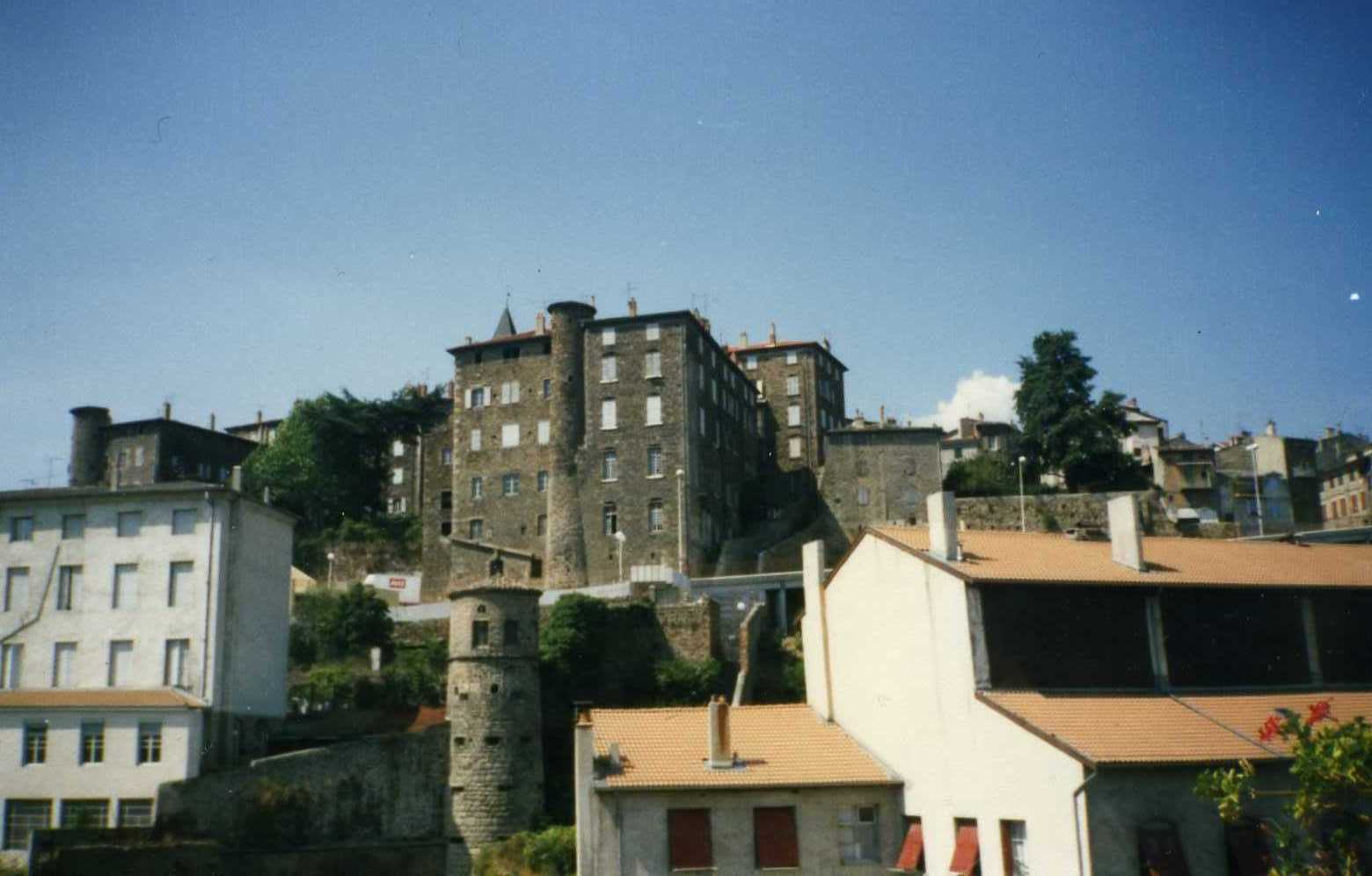
Turnul Martirilor văzut de pe Avenue de l'Europe
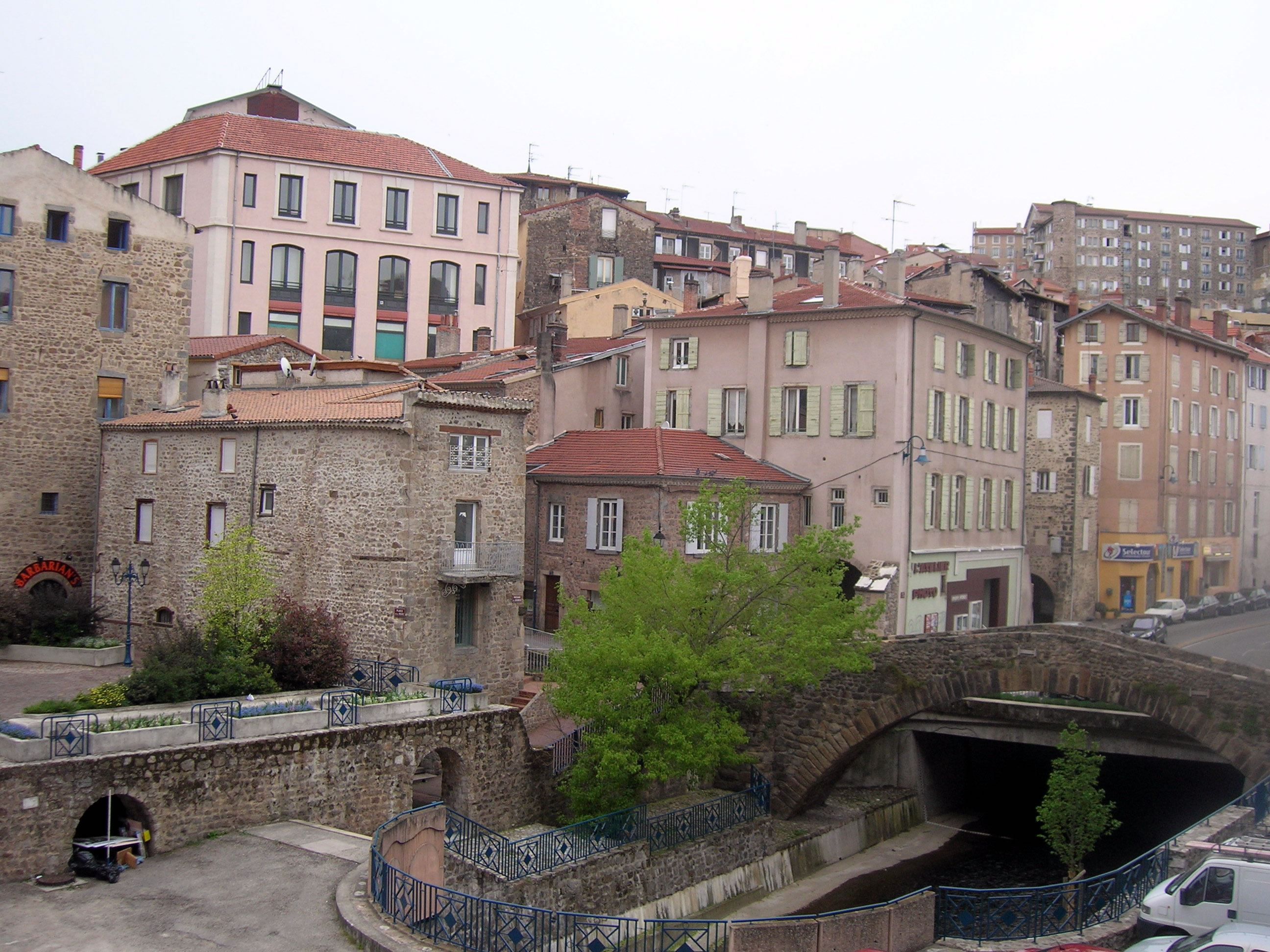
Podul Valgelas în apropiere de Voûtes Soubises şi de Place de la Mure
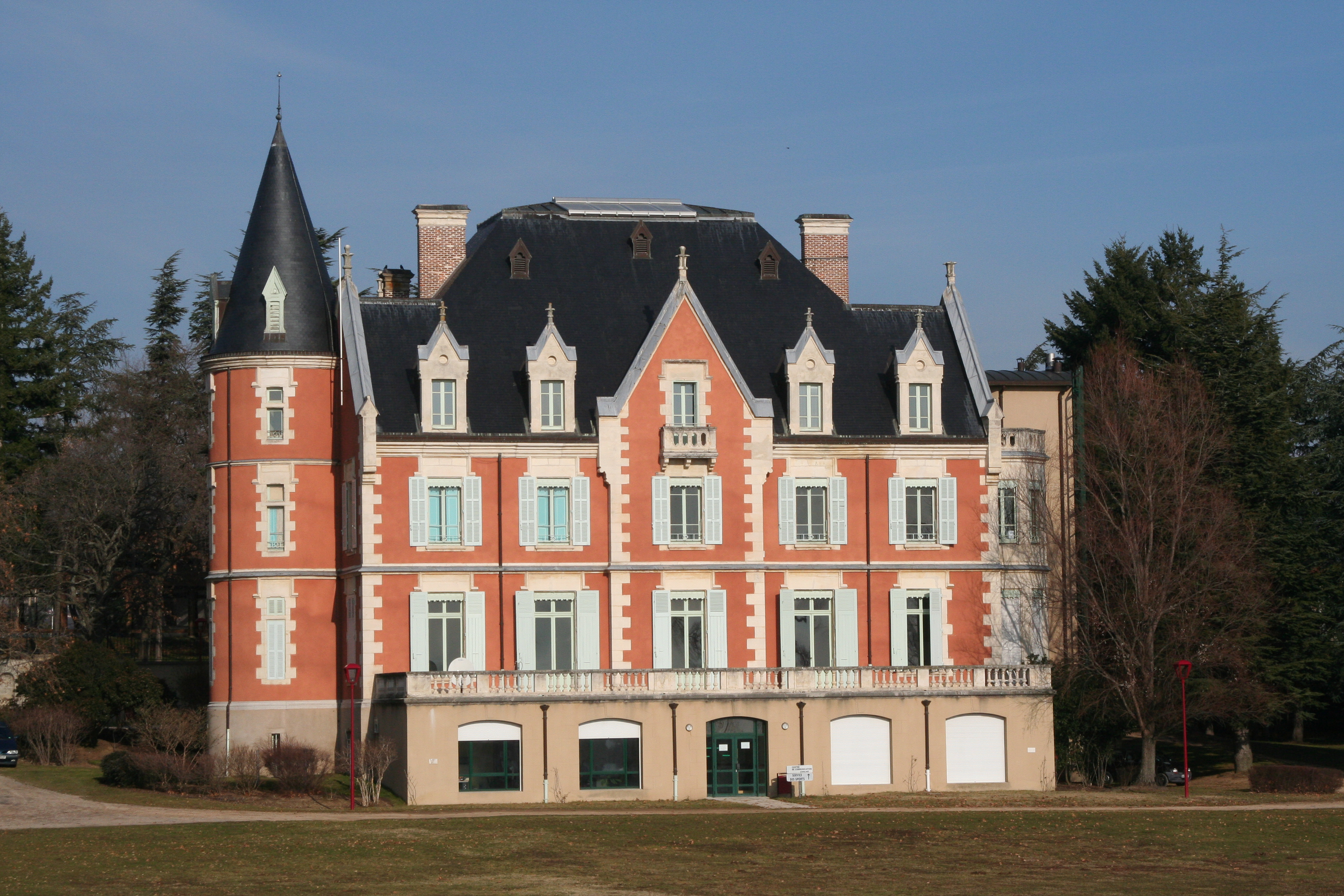
Castelul Déomas
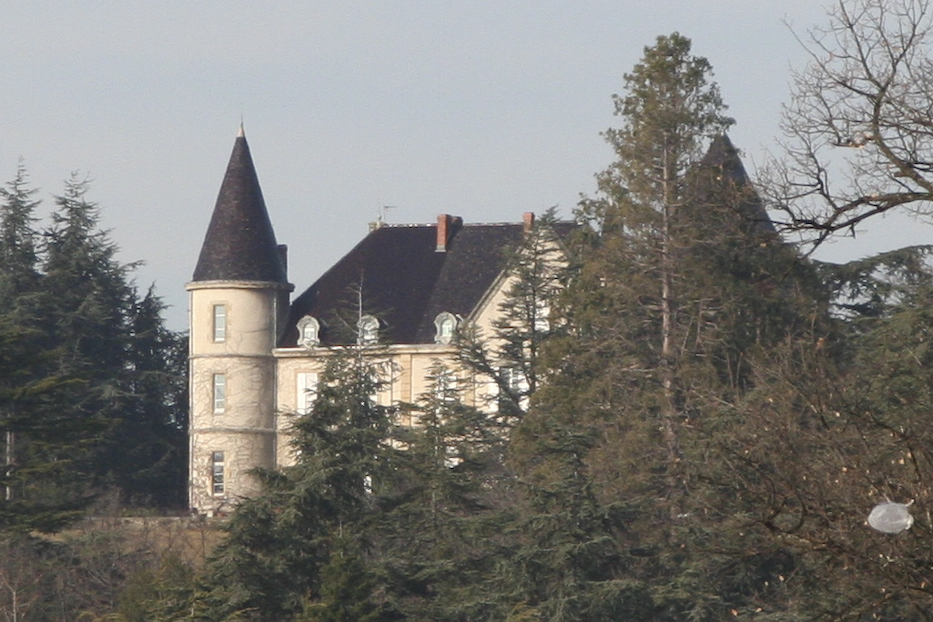
O vedere a castelului Mirecouly